# کوکتبل

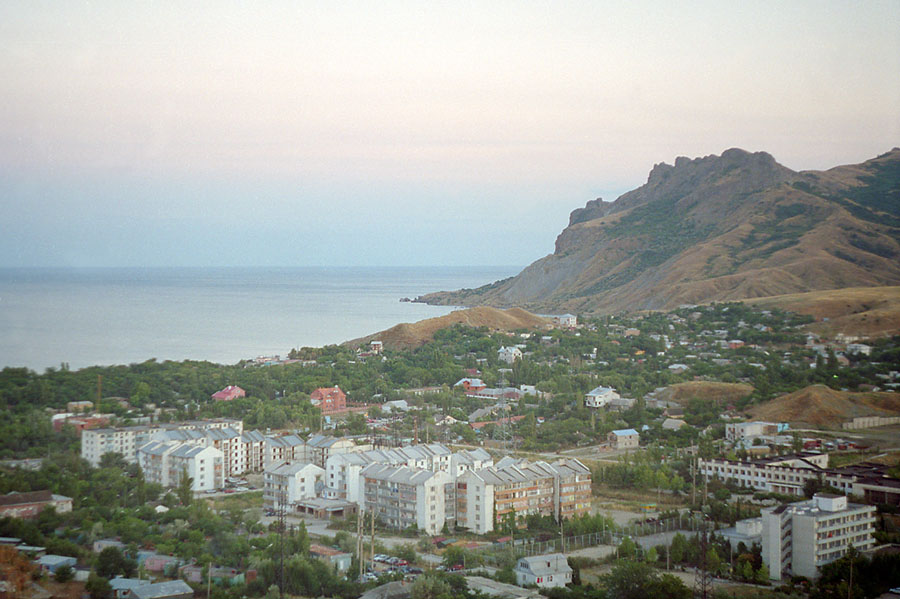
دورنمای شهر کوکتبل اوکراین.

کوکتبل (به اوکراینی: Коктебель، به تاتاری کریمه: Köktöbel)، که در گذشته با نام پلانرسکوی شناخته می‌شد، یک شهرک گردشگری در جنوب شرقی شبه جزیره کریمه در کشور اوکراین است. کوکتبل بر کرانهٔ دریای سیاه در نیمه راه بین فئودوسیا و سوداک قرار گرفته و از توابع تئودوسیا به شمار می‌رود.
سرشماری سال ۲۰۰۱ نشان می‌دهد که جمعیت این شهر برابر با ۲٬۸۴۱ نفر بوده که ۵۰٪ روس تبار، ۳۶٪ اوکراینی و بقیه تاتار کریمه‌ای، یونانی، بلغار و آلمانی هستند.
بیشترین شهرت این شهر به خاطر پیوندش با ادبیات است. ماکسیمیلیان وولوشین شاعر روسی، در اقامتگاه‌اش این شهر پذیرای بسیاری از میهمانان سرشناس خود بود، بسیاری از آنان برجسته‌ترین شعرهایشان را در کوکتبل سرودند.

## نام‌شناسی
نام اولیه این شهر یعنی کوکتوبل ریشه ترکی دارد: در زبان تاتار کریمه‌ای، به معنی «سرزمین تپه‌های آبی» است. (کوک به معنی سبز چمنی، توب به معنی تپه یا کوه در ترکیب با پسوند جمع اِل)
در زمان حکومت نظام شوروی، نام پلانرسکوی از واژه روسی planer یا گلایدر ریشه گرفته بود: تپه‌هایی که بر فراز خط ساحلی کشیده شده‌اند، مکان مناسبی برای آزمایش‌های اولیه پرواز با وسایل پروازی توسط خلبانان روسی بودند. فرودگاه کوچک محلی این شهر هنوز با نام پلانرسکوی شناخته می‌شود.

## دیگر دلایل شهرت
در سال ۲۰۰۳، فیلمی با نام راه‌های کوکتبل توسط بوریس خلبنیکوف و آلکسی پوپوگربسکی (دو کارگردان جوان اهل روسیه) ساخته شد. این فیلم در مورد یک پدر و پسر است که در پی رکود اقتصادی پس از فروپاشی شوروی در تلاش برای سفر با پای پیاده از مسکو به کوکتبل هستند. (این فیلم در شبکه چهارم تلویزیون ایران نیز نمایش داده شد).
کوکتبل همچنین به عنوان استراحتگاهی برای نویسندگان در اتحاد شوروی، معروف بوده است. دیگر عوامل شهرت این شهر از این قرارند: کنیاک کوکتبل، ورزش گلایدر و دریاکنار برهنگان کوکتبل که در شوروی سوسیالیستی به‌عنوان بزرگترین ساحل برهنگان شناخته می‌شد. در سال‌های اخیر کوکتبل در تابستان‌ها مملو از گردشگران روسی و اوکراینی می‌شود.